# Sitting and Smiling
Benjamin Bennett, trong một buổi phỏng vấn năm 2015 với Vice
Sitting and Smiling (tạm dịch: Ngồi và Mỉm cười) là loạt video nghệ thuật biểu diễn sức bền được tạo ra bởi Benjamin Bennett, có nội dung ghi lại cảnh một người đàn ông ngồi bất động trước máy quay và mỉm cười trong suốt bốn giờ.
Benjamin đã đăng tải video "Sitting and Smiling" đầu tiên vào ngày 28 tháng 7 năm 2014 trên kênh YouTube mang tên chính anh. Trong những năm sau đó, các video tương tự tiếp tục được xuất bản hoặc phát trực tiếp đều đặn với tần suất một video mỗi tuần. Tính đến tháng 8 năm 2021, các video trên kênh đã thu về hơn 29 triệu lượt xem và 330.000 người đăng ký.
Vào ngày 24 tháng 2 năm 2019, sau khi đạt được 300 video "Sitting and Smiling", Bennett đã bắt đầu một loạt chương trình mới có tên "Walking and Talking", trong đó anh sẽ vừa đi bộ xung quanh một khu vực bất kỳ và nói về chủ đề cụ thể nào đó được nhắc đến trước trong tiêu đề của video.

## Sự cố
Trong buổi phát trực tiếp "Sitting and Smiling" thứ năm, một tên trộm đã đột nhập vào nhà của Benjamin. Khi định thoát ra, hắn đã gặng hỏi "Xin chào?", xong nhanh chóng mở cửa và rời đi. Sự việc này sau đó thu hút được sự chú ý từ người xem và video cũng cán mốc hơn 6 triệu lượt xem.
Cũng trong một buổi phát trực tiếp thứ 52 của mình, Benjamin đã tiểu ra trong quần, với một dòng nước rỉ ra từ bên dưới chỗ ngồi của anh và dần bốc hơi trong phần còn lại của video. Dù vậy, anh không có bất kỳ phản ứng gì và vẫn tiếp tục mỉm cười nhìn thẳng vào máy quay.